# Cedar Valley
Cedar Valley è una città degli Stati Uniti, situata nello Stato dell'Oklahoma, nella Contea di Logan.